# Halichoeres melas
Halichoeres melas là một loài cá biển thuộc chi Halichoeres trong họ Cá bàng chài. Loài này được mô tả lần đầu tiên vào năm 1994.

## Từ nguyên
Tính từ định danh melas bắt nguồn từ mélās (μέλᾱς) trong tiếng Hy Lạp cổ đại có nghĩa là "đen", hàm ý đề cập đến màu sắc cơ thể đặc biệt của loài cá này so với đồng loại trong chi Halichoeres, và càng trùng hợp hơn, chúng lại được tìm thấy tại đảo Sawda mà tên gọi trong tiếng Ả Rập cũng có nghĩa là "màu đen" (do đất đá trên hòn đảo này có màu đen).

## Phạm vi phân bố và môi trường sống
H. melas là một loài đặc hữu của Oman và chỉ được tìm thấy duy nhất tại đảo Sawda (thuộc quần đảo Khuriya Muriya trên biển Ả Rập), ngoài khơi phía nam của quốc gia này. H. melas sống gần các rạn san hô ở độ sâu khoảng 5–10 m.

## Mô tả
H. melas có chiều dài cơ thể lớn nhất được ghi nhận là 15 cm. Cá đực trưởng thành có màu đỏ nâu rất sẫm, gần như hoàn toàn là màu đen nếu được quan sát dưới nước. Vảy ở thân sau có các chấm màu xanh lục sẫm (chấm xanh rất khó thấy trừ khi có ánh sáng chiếu vào với một góc thích hợp). Mống mắt màu vàng. Cả ba mẫu vật đầu tiên được thu thập đều là cá đực; không rõ kiểu màu của cá cái.
Số gai ở vây lưng: 9; Số tia vây ở vây lưng: 11; Số gai ở vây hậu môn: 3; Số tia vây ở vây hậu môn: 11; Số tia vây ở vây ngực: 13; Số gai ở vây bụng: 1; Số tia vây ở vây bụng: 5; Số vảy đường bên: 27–28; Số lược mang: 16–19.

## Sinh thái học
Thức ăn của H. melas là các loài thủy sinh không xương sống. H. melas sống đơn độc và hoạt động trong một khu vực rộng rãi, cứ khoảng 2–3 m chúng sẽ dừng lại để tìm thức ăn trên các rạn san hô.